# Wołoty (rejon rudniański)
Wołoty (ros. Волоты) – wieś (ros. деревня, trb. dieriewnia) w zachodniej Rosji, w osiedlu wiejskim Ponizowskoje rejonu rudniańskiego w obwodzie smoleńskim.

## Geografia
Miejscowość położona jest nad Kasplą, 13 km od granicy z Białorusią, 2 km od drogi regionalnej 66N-1605 (Ponizowje – Nikoncy), 3,5 km od centrum administracyjnego osiedla wiejskiego (sieło Ponizowje), 40,5 km od centrum administracyjnego rejonu (Rudnia), 85 km od Smoleńska.

## Historia
W czasie II wojny światowej od lipca 1941 roku wieś była okupowana przez hitlerowców. Wyzwolenie nastąpiło w październiku 1943 roku.

## Demografia
W 2010 r. miejscowości nikt nie zamieszkiwał.